# (73502) 2002 RE224
(73502) 2002 RE224 – planetoida z pasa głównego asteroid okrążająca Słońce w ciągu 5,77 lat w średniej odległości 3,22 j.a. Odkryta 13 września 2002 roku.